# Bahia autumnalis
Bahia autumnalis là một loài thực vật có hoa trong họ Cúc. Loài này được Ellison mô tả khoa học đầu tiên năm 1964.